# Neritimorpha
Neritimorpha Golikov & Starobogatov, 1975 è una delle sei sottoclassi in cui vengono attualmente suddivisi i molluschi della classe dei Gasteropodi.

## Descrizione
Il Neritimorpha rappresenta il più antico e primitivo dei gruppi viventi dei Gastropodi con una conchiglia larvale oltre a quella embrionale. Probabilmente la storia del Neritimorpha può essere fatta risalire al Paleozoico inferiore.
Dei Neritimorpha fanno parte sia specie acquatiche, come ad esempio quelle della superfamiglia Neritoidea, così specie terrestri come quelle dalla Helicinoidea e Hydrocenoidea.
Nei membri di questo gruppo la conchiglia differisce per ornamento e forma, ma è generalmente bassa e composta da pochi spire. Lo strato esterno del guscio è solitamente calcitico e lo strato interno è costituito da una struttura lamellare incrociata aragonitica. L'anatomia differisce da quella di altri gruppi di Gastropoda in diversi dettagli. La radula ha molti denti in ogni fila ed è quindi considerata ripidoglossa. La protoconca è fortemente evolvente con spirali sovrapposte e un guscio embrionale a forma di uovo.

## Tassonomia
La classificazione di questo gruppo di gasteropodi ha subito nel tempo diverse variazioni. Nella classificazione originaria dei gasteropodi di Ponder & Lindberg (1997) esisteva un superordine di nome Neritaemorphi.. Nella successiva classificazione di Bouchet & Rocroi del 2005, Neritimorpha divenne un clade e infine nella attuale classificazione di Bouchet & Rocroi rivista nel 2017 è stato definito come una delle sei sottoclassi in cui vengono suddivisi i gasteropodi. In tale classificazione la sottoclasse comprende due ordini, di cui uno estinto, e alcune superfamiglie estinte del paleozoico di incerta collocazione.
- Ordine Cycloneritida
  - Superfamiglia Helicinoidea Férussac, 1822
  - Superfamiglia HydrocenoideaTroschel, 1857
  - Superfamiglia † NaticopsoideaWaagen, 1880
  - Superfamiglia Neritoidea Rafinesque, 1815
  - Superfamiglia Neritopsoidea Gray, 1847
  - Superfamiglia † SymmetrocapuloideaWenz, 1938
- Ordine † Cyrtoneritida  Rafinesque, 1815
  - Famiglia † Orthonychiidae Bandel & Frýda, 1999
  - Famiglia † Vltaviellidae Bandel & Frýda, 1999
- Ordine non assegnato
  - Superfamiglia † Nerrhenoidea Bandel & Heidelberger, 2001
  - Superfamiglia † Platyceratoidea Hall, 1879